# RNF146
RNF146‏ (Ring finger protein 146) هوَ بروتين يُشَفر بواسطة جين RNF146 في الإنسان.